# HD 167665
HD 167665 är en ensam stjärna belägen i den mellersta delen av stjärnbilden Skytten. Den har en skenbar magnitud av ca 6,39 och kräver åtminstone en handkikare för att kunna observeras. Baserat på parallax enligt Gaia Data Release 2 på ca 32,6 mas, beräknas den befinna sig på ett avstånd på ca 100 ljusår (ca 31 parsek) från solen. Den rör sig bort från solen med en heliocentrisk radialhastighet på ca 8 km/s.

## Egenskaper
HD 167665 är en solliknande gul till vit stjärna i huvudserien av spektralklass F9 V Fe-0.8 CH-0.4, som har ett underskott av järn- och kolvätemolekyler. Den har en massa som är ungefär lika med en solmassa, en radie som är ca 1,3 solradier och har ca 2,5 gånger solens utstrålning av energi från dess fotosfär vid en effektiv temperatur av ca 6 100 K.
Baserat på regelbundna variationer i radiell hastighet som observerats mellan 1996 och 2006, tillkännagavs 2007 av California and Carnegie Planet Search (CCPS)-programmet en omkretsande följeslagare. Detta störande objekt, betecknat HD 167665 b, har en omloppsperiod på tolv år med en excentricitet på 0,337. Den har en halv storaxel av mer än 5,47 AE och objektet har en massa på minst 50,3 ± 0,4  Jupitermassor. Eftersom banans lutning är okänd kan den exakta massan ännu (2020) inte bestämmas. Det råder emellertid 79 procent sannolikhet att objektets massa begränsar den till att vara en brun dvärg med en massa mindre än 82 Jupitermassor.